# 布尔高
布尔高（德語：Burgau，發音：[ˈbʊʁɡaʊ] ⓘ）是德国巴伐利亚州施瓦本行政区金茨堡县的城市，面积25.92平方千米，2023年12月31日人口为10,628人。